# Rick’s Café

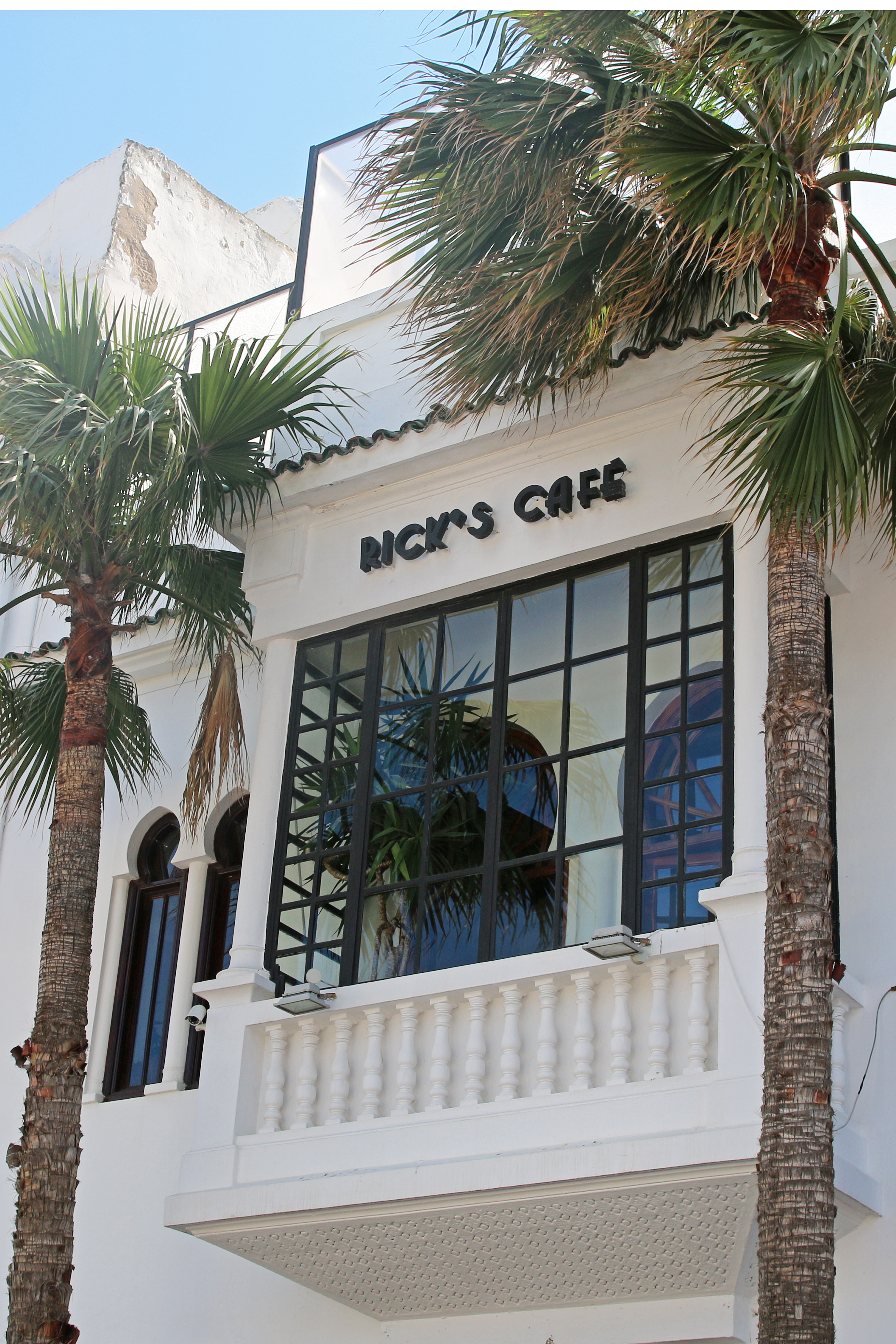
Hausfront von Rick’s Café in Casablanca

Rick’s Café ist ein seit 2004 bestehendes Restaurant mit Bar in Casablanca, Marokko. Es ist eine freie Nachbildung des gleichnamigen Schauplatzes aus dem Film Casablanca mit Ingrid Bergman und Humphrey Bogart. Im Film befand sich der Drehort Rick’s Café in einem Studio in Hollywood. Ein Besuch des realen Cafés ist bei Touristen, insbesondere bei Amerikanern, sowie bei Expatriates sehr beliebt.

## Geschichte
Vorlage für den Film Casablanca war das Theaterstück Everybody Comes to Rick’s (sinngemäß „Jeder geht zu Rick’s“) von Murray Burnett und Joan Alison aus dem Jahr 1940. Daher stammt der Name des Cafés. Warner Bros. erwarb die Rechte an dem Bühnenwerk und entwickelte daraus das Drehbuch für den Film. Für die orientalische Kulisse lieferte angeblich das Fünf-Sterne-Hotel El Minzah in Tanger die Vorlage. In Marokko wurde allerdings nicht eine Szene gedreht.
Kathy Kriger war die Gründerin des realen Cafés. Sie entwickelte die Idee, den fiktiven Ort Rick’s Café in Casablanca Realität werden zu lassen. Zuvor war sie Handelsattaché an der US-amerikanischen Botschaft in Marokko gewesen. Aus Anlass des vom US-Präsidenten George W. Bush ausgerufenen „Kriegs gegen Terror“ nach den Terroranschlägen vom 11. September 2001 verließ sie den diplomatischen Dienst. Zur Finanzierung des Projekts gewann sie mehrere Investoren. Im Arrondissement Sidi Belyout fand sie unweit vom Hafen ein geeignetes Altstadtgebäude, das sie nach Plänen des amerikanischen Architekten und Designers Bill Willis umbauen ließ. Kathy Kriger behauptete, sie habe sich den Film 200 mal angesehen, damit auch jedes Detail passe.
Das Café wurde am 1. März 2004 eröffnet. Eigentümer ist die Kapitalgesellschaft The Usual Suspects S.A. (deutsch: „Die üblichen Verdächtigen“), ein Zitat aus dem Film mit dem Wortlaut: „Verhaften Sie die üblichen Verdächtigen!“.

## Beschreibung
Rick’s Café befindet sich am Boulevard Sour Jdid in einem Herrenhaus aus den 1930er Jahren mit der Hausnummer 248, das direkt an die Stadtmauer der Altstadt grenzt. Die Fassade wird durch eine schwere hölzerne Eingangstür und darüber durch einen verglasten Balkon mit schwarzer Fensterumrahmung beherrscht. Rechts und links vom Eingang steht je eine große Palme. 

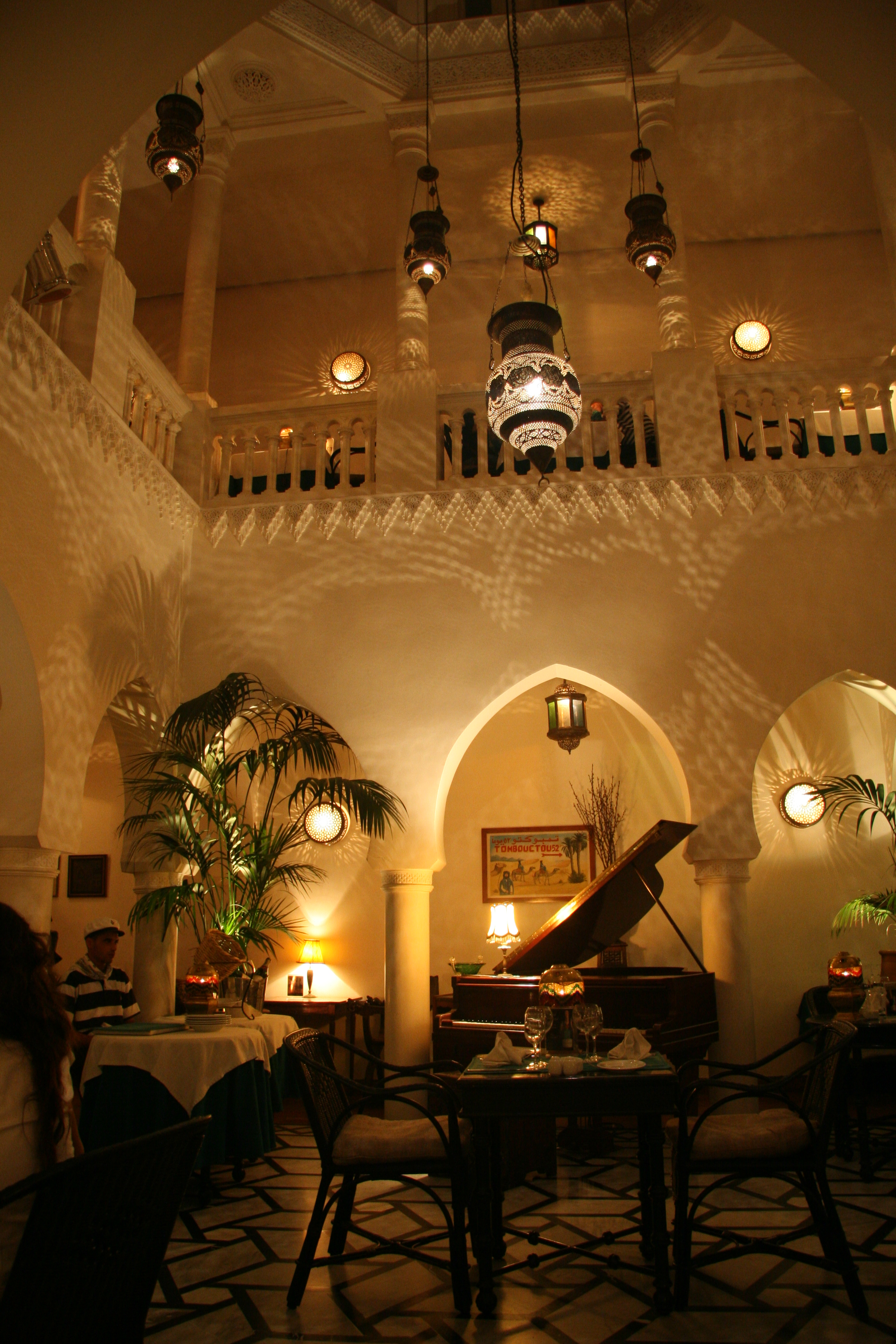
Rick’s Café, 2006

Das Innere wird von einem drei Etagen hohen Raum mit Arkadennischen an den Seiten dominiert. Die Gestaltung orientiert sich am kolonialen Art-déco-Stil und geht über die eher spärliche Raumausstattung im Film hinaus. Weiße orientalisch geschwungene Torbögen, Balkone mit Balustraden, Lampen und Beschläge aus Messing, dunkles Mobiliar, große Pflanzen, teilweise schwarz-weiße Fliesen und viel Licht- und Schattenspiel beherrschen den Raum. Man sieht ein authentisches Pleyel-Klavier, auf einem Fernsehbildschirm läuft der Film in einer Endlosschleife. Die Bar bietet unter anderem Gin Tonic an. Kathy Kriger hielt sich fast jeden Abend bei ihren Gästen auf, dies trug ihr den Spitznamen „Madame Rick“ ein. Das Personal ist originalgetreu vornehm gekleidet, der Barkeeper trägt einen Fes als Kopfbedeckung.

## Speisekarte und Unterhaltung
Das Restaurant bietet eine gehobene Küche mit Mittagstisch und Abendessen. Die Speisekarte enthält marokkanische wie auch amerikanische Elemente, zum Beispiel Lammfleisch, Fisch und Meeresfrüchte, aber auch Steaks und Hamburger. Als Nachtisch gibt es Früchte und Feigen neben Rick’s Cheesecake.
Für das Abendessen schreibt das Restaurant einen sportlich eleganten Dresscode vor. Abends gibt es Livemusik mit Klavier und Gesang. Wechselnde Künstler treten auf. Standard-Repertoire ist Musik aus den 1940er und 1950er Jahren, wobei der Filmklassiker As Time Goes By und die Bitte an den Klavierspieler „Play it again, Issam!“ nicht fehlen darf – leicht abgewandelt, weil der langjährige Manager und Barpianist mit Vornamen Issam heißt, und nicht Sam.